# Promiskuita
Promiskuita (lat. promiscuus = smíšený) je termín vyjadřující sexuální nestálost, nevázanost a časté přibírání (nebo přinejmenším) střídání sexuálních partnerů.
Je obtížné stanovit hranici toho, co je již považováno za promiskuitní jednání. Toto posouzení navíc závisí na normách příslušné společnosti. Někde je za promiskuitní považován jakýkoli mimomanželský sexuální styk, přičemž jiné kultury považují za promiskuitní jednání, pokud má jedinec více sexuálních partnerů zároveň, či pokud partnery často střídá. Normy v této oblasti obvykle vycházejí z náboženského přesvědčení. V Evropě lze s oslabením křesťanství pozorovat posun k liberálnějšímu (svobodnějšímu) pojetí sexuality, zatímco v zemích, kde je náboženství stále dominantní (např. muslimské země), jsou po této stránce normy výrazně přísnější.
Argumenty proti častému střídání partnerů se v průběhu doby měnily. Vedle náboženských a citových argumentů se v euroamerické kultuře 20. století více zdůrazňují argumenty o rychlejším šíření a častějším výskytu pohlavních nemocí. Naopak ideál „volného sexu“ nalezneme např. ve starověké Indii (materialismus čárváká) anebo v hnutí hippies.
Zvláštní kapitolou promiskuity je prostituce, která se také vyskytuje prakticky ve všech dobách a společnostech. Někdy byla společností odsuzována, ale existovala i v respektované podobě (např. tzv. chrámová prostituce v Římě či Sumeru).
Za promiskuitu (resp. cizoložství) jsou někdy v islámské společnosti považovány veškeré sexuální kontakty mimo manželství. V oblastech, kde se uplatňuje právo šarí´a, mohou být provinilci odsouzeni k trestu smrti ukamenováním. V tradičních islámských zemích (Saúdská Arábie) má muž právo se oženit s více (maximálně však čtyřmi ženami), přičemž v jiných islámských zemích se takové sňatky v praxi neprovádějí. Manželství podle islámu je pro muže finančně velmi náročné (před svatbou vyplácí rodině nevěsty i jí samotné vysoké věno, přičemž mnohem vyšší částku musí mít připravenu pro případ rozvodu), přičemž jednotlivé ženy musí být vůči sobě i vůči muži materiálně v rovném postavení. Vícenásobná manželství se proto omezují jen na nejbohatší příslušníky islámské společnosti.